# كريس إيفانز (لاعب كرة سلة)
كريس إيفانز (بالإنجليزية: Christopher Evans)‏ (و. 1991  م) هو لاعب كرة السلة، من الولايات المتحدة، ولد في تشيسابيك، يلعب كلاعب هجوم صغير الجسم.

## روابط خارجية
- كريس إيفانز على موقع الدوري الإسباني لكرة السلة (الإسبانية)
- كريس إيفانز على موقع كرة السلة الأوروبية.كوم (الإنجليزية)
- كريس إيفانز على موقع كلية كرة السلة في سبورتس رفرنس.كوم (الإنجليزية)
- كريس إيفانز على موقع ريلجم (الإنجليزية)
- كريس إيفانز على موقع بروبوليرز (الإنجليزية)
- كريس إيفانز على موقع سبورتس رفرنس (الإنجليزية)
- كريس إيفانز على موقع سبورتس رفرنس (الإنجليزية)